# Liste der Monuments historiques in Balot
Die Liste der Monuments historiques in Balot führt die Monuments historiques in der französischen Gemeinde Balot auf.

## Liste der Objekte
| Bezeichnung                       | Beschreibung                                                                                           | Standort                                | Kennzeichnung | Schutzstatus | Datum | Bild |
| --------------------------------- | --- | --------------------------------------- | ------------- | ------------ | ----- | ---- |
| Gemälde Darstellung des Herrn     | Ölfarbe auf Leinwand, 18. Jahrhundert; nach Peter Paul Rubens                                          | in der Kirche St-Pierre-ès-Liens (Lage) | PM21004430    | Inscrit      | 2002  |      |
| Relief Mariä Himmelfahrt          | Holz, farbig gefasst, erste Hälfte des 18. Jahrhunderts                                                | in der Kirche St-Pierre-ès-Liens (Lage) | PM21004431    | Inscrit      | 2002  |      |
| Hauptaltar                        | Retabel mit fünf Skulpturen; Holz, farbig gefasst, 17. Jahrhundert                                     | in der Kirche St-Pierre-ès-Liens (Lage) | PM21004437    | Inscrit      | 2002  |      |
| Skulptur Unterweisung Mariens (1) | Stein oder Holz, farbig gefasst, 17. Jahrhundert                                                       | in der Kirche St-Pierre-ès-Liens (Lage) | PM21004432    | Inscrit      | 2002  |      |
| Skulptur Heiliger Nikolaus        | Holz, farbig gefasst, 17. oder 18. Jahrhundert                                                         | in der Kirche St-Pierre-ès-Liens (Lage) | PM21004433    | Inscrit      | 2002  |      |
| Skulptur Unterweisung Mariens (2) | Aufsatz eines Prozessionsstabs; Holz, farbig gefasst und vergoldet, zweite Hälfte des 18. Jahrhunderts | in der Kirche St-Pierre-ès-Liens (Lage) | PM21004434    | Inscrit      | 2002  |      |
| Skulptur Madonna mit Kind         | Aufsatz eines Prozessionsstabs; Holz, farbig gefasst und vergoldet, zweite Hälfte des 18. Jahrhunderts | in der Kirche St-Pierre-ès-Liens (Lage) | PM21004435    | Inscrit      | 2002  |      |
| Taufbecken                        | Stein, farbig gefasst, bemalter Holzdeckel, 18. Jahrhundert                                            | in der Kirche St-Pierre-ès-Liens (Lage) | PM21004436    | Inscrit      | 2002  |      |